# Argostoli (Gemeinde)
Argostoli (griechisch Αργοστολί) ist eine griechische Gemeinde auf der Insel Kefalonia in der Region Ionische Inseln. Sie wurde 2019 aus vier Gemeindebezirken der 2011 geschaffenen Gemeinde Kefalonia gebildet. Verwaltungssitz ist die gleichnamige Stadt Argostoli.

## Verwaltungsgliederung
Die Gemeinde Argostoli besteht aus vier Gemeindebezirken und ist weiter in zwei Stadtbezirke sowie 31 Ortsgemeinschaften untergliedert.
| Gemeindebezirke | griechischer Name              | Code   | Fläche (km²) | Einwohner 2011 | Stadtbezirke / Ortsgemeinschaften (Δημοτική / Τοπική Κοινότητα)                                                     | Lage |
| --------------- | ------------------------------ | ------ | ------------ | -------------- | --- | ---- |
| Argostoli       | Δημοτική Ενότητα Αργοστολίου   | 350101 | 154,033      | 13.237         | Argostoli, Angonas, Davgata, Dilinata, Faraklata, Farsa, Koukouklata, Nyfi, Thinea, Troianata, Zola                 |      |
| Elios-Proni     | Δημοτική Ενότητα Ελειού-Πρόνων | 350102 | 111,135      | 03677          | Poros, Agia Irini, Agios Nikolaos, Agrinia, Chionata, Markopoulo, Mavrata, Pastra, Skala, Valerianos, Xenopoulo     |      |
| Livathos        | Δημοτική Ενότητα Λειβαθούς     | 350104 | 065,058      | 05745          | Karavados, Keramies, Lakithra, Lourdata, Metaxata, Mousata, Peratata, Pesada, Spartia, Svoronata, Vlachata Ikosmias |      |
| Omala           | Δημοτική Ενότητα Ομαλών        | 350105 | 046,812      | 00840          | Omala |      |
| Gesamt          | Gesamt                         | 3501   | 377,038      | 23.499         | |      |